# Salobre
|  | Per a altres significats, vegeu «Aigua salabrosa». |

Salobre és un municipi situat al nord de la província d'Albacete, a la comunitat autònoma de Castella-la Manxa. Segons el padró de 2020, tenia 470 habitants.

## Personatges il·lustres
- José Bono[3]